# Oda a la Pàtria
La pàtria és un poema culte del romanticisme en llengua catalana que està dividit en sis octaves de versos alexandrins d'art major (versos nobles), escrit el 1832 per Bonaventura Carles Aribau a Madrid per felicitar el banquer Gaspar Remisa el dia del seu sant. El poema ha estat popularment conegut com a Oda a la Pàtria.

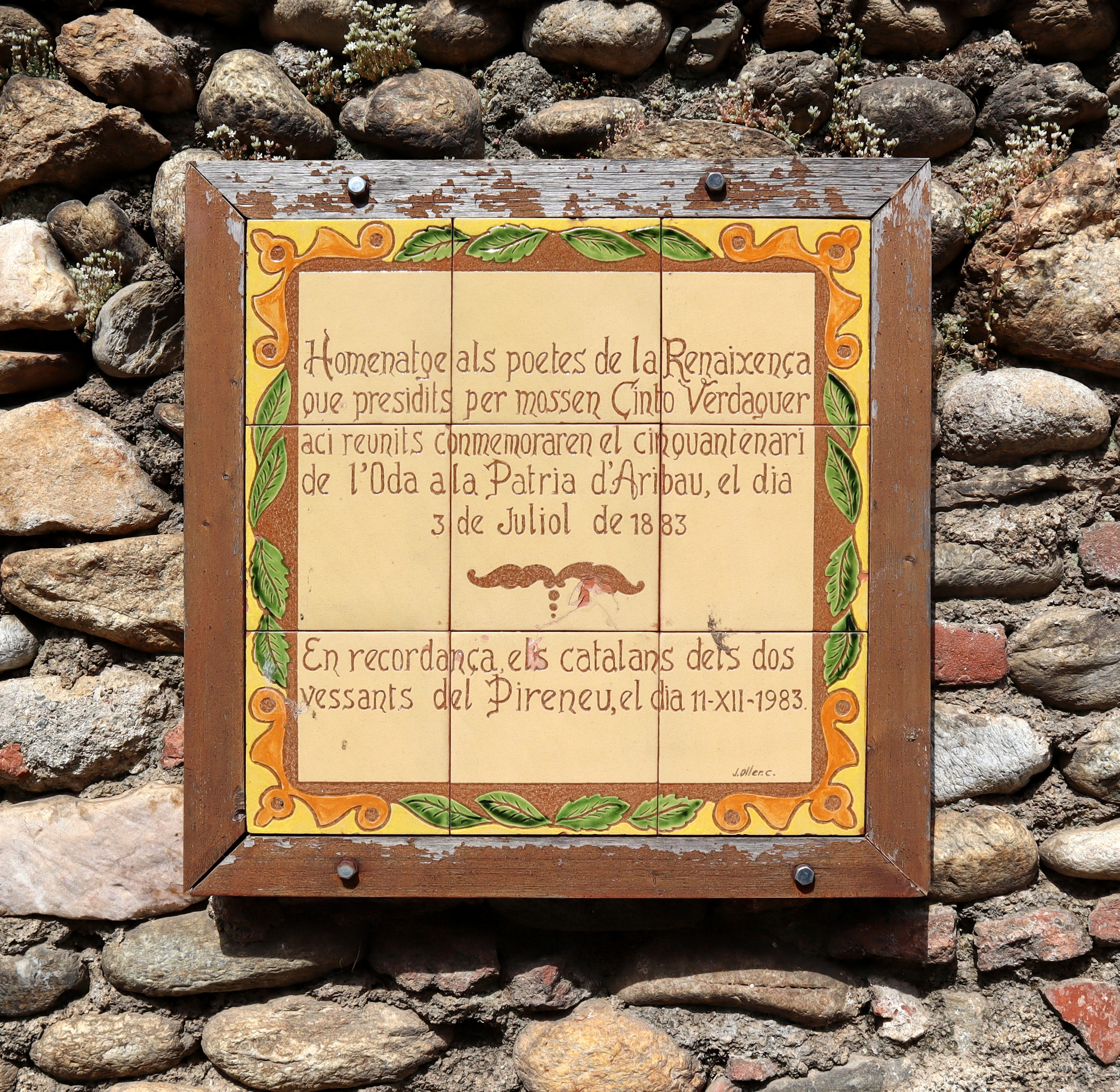
Placa commemorativa de la Oda a la Pàtria a Elna

És un cant d'enyorança de Catalunya i d'exaltació de la llengua catalana. La seva publicació, l'any 1833, en el diari El Vapor propietat del seu amic, l'editor i hel·lenista Antoni Bergnes de las Casas, es considera un exercici d'estil del romanticisme català, tot i que autors de la Renaixença com Verdaguer, Guimerà, Oller, Marià Aguiló, etc, l'enaltiren, car fins aleshores havia estat oblidat, i una de les primeres obres del segle xix escrita en català sense castellanismes i vulgarismes. El poema tornà a ser reproduït el 1836 a Memorias para un Diccionario crítico de los escritores catalanes de Fèlix Torres Amat, que li donà més difusió.

## Motivació
En la carta que Aribau adjuntà al manuscrit del poema i que envià al seu amic Francesc Renart i Arús, hi exposà el motiu d'haver escrit el poema i li encomanà de corregir-la i de remetre-la a l'impressor Antoni Bergnes de las Casas. En la carta, el mateix Aribau explica com l'oda va ser escrita per felicitar el seu patró, el banquer Gaspar Remisa, el dia del seu sant. Per celebrar-ho, els empleats van decidir felicitar-lo en vers i que cadascun ho fes en una llengua diferent. Aribau ho faria en català. L'ofrena d'Aribau a Gaspar Remisa va aparèixer posteriorment al diari El Vapor el 24 d'agost del 1833.
La pàtria presenta dues finalitats: una de general, l'evocació de la pàtria, i una d'específica, l'elogi de Gaspar Remisa. Mitjançant la primera intenció, Aribau vol agradar el seu patró, el qual lloa a la darrera octava del poema.

## Anàlisi
La pàtria està formada per sis estrofes de vuit versos cada una amb rima consonant masculina (síl·labes finals tòniques agudes) i femenina (síl·labes finals tòniques planes). L'esquema mètric és el següent: 12 A / 12 B / 12 B / 12 A / 12 C / 12 D / 12 D / 12 C.

### Primera octava
Aribau lamenta que hi ha una cosa que es perd per sempre, la llengua catalana (també expressat en el poema com a llengua llemosina). L'estrofa es tracta d'un plany, un comiat resignat d'una pàtria entesa com a llengua, tal com assenyala Manuel de Montoliu i Victor Revolta. Fuig d'una realitat, trencant el tòpic de la Renaixença.
L'evocació de la pàtria es fa com el d'un paisatge. Aquesta opció prengué força amb el Romanticisme i comparteix afinitats d'estil amb alguns fragments d'I promessi sposi d'Alessandro Manzoni.

### Segona octava
La retòrica del poema està al servei de l'enyorament, de l'elegia. Bonaventura Carles Aribau i Farriols associa el paisatge amb la família i, enyorant els elements físics, hom evoca els personals.

### Tercera octava
És també un cant d'enyorament perquè sembla una última maniobra per recordar la glòria a la llengua, la glòria passada. Això es pot relacionar amb la Gramàtica i apologia de la llengua catalana de Josep Pau Ballot i Torres i també amb la frase de Manuel Milà i Fontanals en el primer discurs dels Jocs Florals: Fem-li un refugi, a la llengua, almenys fem-li un recer per recordar-la.

### Quarta octava
El que abans era un to de renúncia, ara és una invitació, un crit, un programa. Bonaventura Carles Aribau i Farriols deixa clar que la llengua ha desaparegut del món literari. Esmenta savis, autoritats, costums i lleis. Vol tenir un efecte sobre la gent que no té consciència del català, i ho fa amb el propòsit que la grandesa s'encomani a l'amo i, alhora, a la llengua de la pàtria, que és també la del patró.

### Cinquena octava
Torna l'evocació del que podia haver estat i no és la llengua catalana. Aribau li atorga la condició de pròpia i transcendental, perquè és la que usa quan es troba sol i parla amb el seu esperit.

### Sisena octava
Aribau evoca la seva infantesa a Catalunya i, amb l'exaltació del lloc d'origen, lloa la figura del patró, a qui equipara simbòlicament amb la Pàtria.

## El poema
Es reprodueix una transcripció en ortografia fabriana. Vegeu diferents transcripcions i variants del poema a Viquitexts.
| « | Adéu-siau, turons, per sempre adéu-siau, Oh serres desiguals, que allí, en la pàtria mia, Dels núvols e del cel de lluny vos distingia, Per lo repòs etern, per lo color més blau. Adéu tu, vell Montseny, que des ton alt palau, Com guarda vigilant cobert de boira e neu, Guaites per un forat la tomba del Jueu, E al mig del mar immens la mallorquina nau. Jo ton superbe front coneixia llavors, Com conèixer pogués lo front de mos parents, Coneixia també to so de tos torrents, Com la veu de ma mare o de mon fill los plors. Mes, arrencat després per fats perseguidors, Ja no conec ni sent com en millors vegades; Així d'arbre migrat a terres apartades, Son gust perden los fruits e son perfum les flors. Què val que m'haja tret una enganyosa sort A veure de més prop les torres de Castella, Si el cant del trobador no sent la mia orella, Ni desperta en mon pit un generós record? En va a mon dolç país en ales jo em transport, E veig del Llobregat la platja serpentina, Que fora de cantar en llengua llemosina, No em queda més plaer, no tinc altre conhort. | Plau-me encara parlar la llengua d'aquells savis, Que ompliren l'univers de llurs costums e lleis, La llengua d'aquells forts que acataren los reis, Defengueren llurs drets, venjaren llurs agravis. Muira, muira l'ingrat que, en sonar en sos llavis Per estranya regió l'accent nadiu, no plora, Que en pensar en sos llars, no es consum ni s'enyora, Ni cull del mur sagrat la lira dels seus avis! En llemosí sonà lo meu primer vagit, Quan del mugró matern la dolça llet bevia; En llemosí al Senyor pregava cada dia, E càntics llemosins somiava cada nit. Si quan me trobo sol, parl amb mon esperit, En llemosí li parl, que llengua altra no sent, E ma boca llavors no sap mentir ni ment, Puix surten més raons del centre de mon pit. Ix, doncs, per a expressar l'afecte més sagrat Que puga d'home en cor gravar la mà del cel, Oh llengua a mos sentits més dolça que la mel, Que em tornes les virtuts de ma innocenta edat. Ix, e crida pel món que mai mon cor ingrat Cessarà de cantar de mon patró la glòria E passe per ta veu son nom e sa memòria Als propis, als estranys, a la posteritat. | » |